# Claude Guéant
Claude Guéant (Vimy, 17 gennaio 1945) è un funzionario e politico francese.
Il 27 febbraio 2011, è stato nominato Ministro dell'interno francese della Quinta Repubblica, succedendo a Brice Hortefeux e ha ricoperto questa carica fino al 10 maggio 2012.
Dal 2002 al 2007 è stato direttore del gabinetto di Nicolas Sarkozy durante il suo periodo come ministro dell'interno e delle finanze. Durante la campagna presidenziale del 2007, ha diretto l'ufficio elettorale di Sarkozy. Il 16 maggio 2007, Guéant è diventato segretario generale (ufficiale di più alto grado) del Palazzo dell'Eliseo.
Coinvolto in molti affari, è stato condannato nel 2017 a due anni di reclusione, di cui un anno per concorso in malversazione di fondi pubblici e ricettazione. È incriminato per riciclaggio di denaro, falso, finanziamento illecito di campagna elettorale e corruzione passiva e in seguito per associazione per delinquere con Nicolas Sarkozy, Brice Hortefeux e Thierry Gaubert nel 2020, nell'ambito delle indagini sull'affare Sarkozy-Gheddafi.

## Biografia
I suoi genitori, Robert Guéant e Madeleine Leclercq, erano rispettivamente un impiegato in un'azienda di trasporti e un'insegnante.
Claude Guéant ha studiato giurisprudenza all'Università di Parigi. Dopo l'esame di laurea, ha completato un apprendistato presso l'Istituto di studi politici (IEP). Dal 1969 al 1971 ha proseguito i suoi studi presso il collegio amministrativo ENA (École nationale d'administration) e si è laureato con un dottorato. Dopo essersi laureato all'ENA, ha iniziato la sua carriera come funzionario politico. Divenne segretario privato del prefetto del dipartimento del Finistère, nel 1974 segretario generale per gli affari economici nell'amministrazione della Guadalupa e negli anni 1977-1981 consigliere tecnico presso l'ufficio del ministro dell'interno. Successivamente, ha lavorato in posizioni dirigenziali in varie prefetture, incluso dal 1991 al 1992 come prefetto del dipartimento delle Alte Alpi. Negli anni 1994-1998 ha diretto la Police nationale rivestendo la carica di direttore generale. Fu poi prefetto delle regioni della Franca Contea e della Bretagna.
Durante la campagna presidenziale del 2007, Gueant dirigeva l'ufficio elettorale di Nicolas Sarkozy.
Dal 27 febbraio 2011 al 10 maggio 2012, Gueant è stato ministro dell'interno francese. Nello stesso anno si è candidato all'Assemblea nazionale con l'appoggio dell'UMP, ma non ha ottenuto il mandato. Successivamente, ha intrapreso l'attività di avvocato avviando uno studio professionale a Parigi. Nel 2013, i locali residenziali e commerciali di Claude Guéant sono stati perquisiti in relazione all'affare Tapie. L'obiettivo era determinare quali decisioni hanno portato il controverso uomo d'affari Bernard Tapie a ricevere alti risarcimenti da fonti statali e se Guéant, nella sua funzione di più alto funzionario del governo, avesse fatto pressioni sul Ministero delle finanze. Durante il periodo in questione, Guéant ricopriva l'ufficio di segretario generale nel palazzo presidenziale.
Nell'ottobre 2021, il parquet di nanterre annuncia che Claude Guéant sarà processato per "finanziamento illecito" della sua campagna legislativa del 2012, a causa della distribuzione di un volantino a suo favore da parte del sindaco LR di Boulogne-Billancourt (Hauts-de -Senna).

## Procedimenti giudiziari
Guéant ha svolto un ruolo importante nell'affare Sarkozy-Gheddafi. Il suo ex capo, poi presidente Sarkozy, è accusato di aver ricevuto 50 milioni di euro in aiuti per la campagna elettorale dall'allora leader libico di lunga data, Muʿammar Gheddafi. Si dice che Gueant abbia distribuito diversi milioni di euro in contanti ad altre persone durante la campagna elettorale di Sarkozy. Durante questo periodo ha acquistato un costoso appartamento parigino, che si dice abbia pagato in contanti. Secondo gli investigatori francesi, Guéant ha prelevato dal suo conto un totale di soli 800 euro tra il 2003 e il 2012. Tutto ciò che ha speso in eccesso l'ha sempre pagato in contanti. Si dice che Guéant abbia affittato una cassaforte in una banca parigina durante la campagna elettorale presidenziale del 2007. Mentre lui stesso ha affermato di aver conservato i manoscritti dei discorsi di Sarkozy, gli investigatori hanno ipotizzato che la cassaforte contenesse banconote. Gueant è stato indagato per riciclaggio di denaro e falso (a partire dal 2018).